# L'illa del doctor Moreau
|  | Per a altres significats, vegeu «L'illa del Dr. Moreau». |

L'illa del doctor Moreau (títol original en anglès The Island of Dr. Moreau) és una novel·la de ciència-ficció escrita el 1896 per H.G. Wells.
Tracta idees com ara la vivisecció, el dolor i la crueltat, la identitat, la bioètica i la interferència humana amb la natura.

## Argument
Després del naufragi del seu vaixell, Edward Prendick és rescatat per un goleta que transporta animals cap a una petita illa del Pacífic. Durant el viatge coneix Montgomery, qui convenç el doctor Moreau per permetre que s'allotgi a l'illa. Prendick s'estranya per una curiosa criatura semblant a un home però extremadament lletja, controlada per Montgomery.
Ja a l'illa, es fa saber a Prendick que no hi és benvingut i se li impedeix accedir a certes àrees. El doctor Moreau li diu que l'illa és una «estació biològica».
Poc després de la seva arribada, Prendick sent crits de dolor provinents del complex, i descobreix que el doctor Moreau està realitzant vivisecció en animals. Llavors comença a recordar que ell havia sentit a parlar de Moreau i els seus experiments a Londres.
Espantats pels gemecs dels animals, Prendick fa un tomb per l'illa i es fixa en les estranyes criatures com la que dominava Montgomery durant el viatge. S'adona que està sent observat. Prendick camina massa lluny i després de tornar-se ansiós és rescatat per Moreau i Montgomery, que el tornen al complex de nou.
El doctor Moreau decideix revelar la seva feina a Prendick. Està alterant els animals perquè es comportin com a humans. No només ha canviat el seu cos sinó que també els ha implementat una «Llei» per la qual viuen les noves criatures. La «Llei» pretén reprimir els comportaments animals, com ara els instints predadors, i els qui la trenquen són retornats a la casa del dolor del doctor Moreau.
Malgrat això, aquest sistema no funciona i al final els animals alterats maten el doctor Moreau. Montgomery i Prendick es terroritzen en no saber com controlaran la «poble-bèstia» sense la por a qui tenien a l'ara mort doctor Moreau. En estat d'embriaguesa Montgomery decideix subministrar-los alcohol incitant-los a ser salvatges. Per culpa d'això Montgomery és atacat i mort per una de la poble-bèstia i deixa Prendick sol a l'illa.